# Bernardino Butinone
Bernardino Butinone (Treviglio, 1450 - 1507) est un peintre italien de la haute Renaissance, qui fut le tuteur de Bramantino.

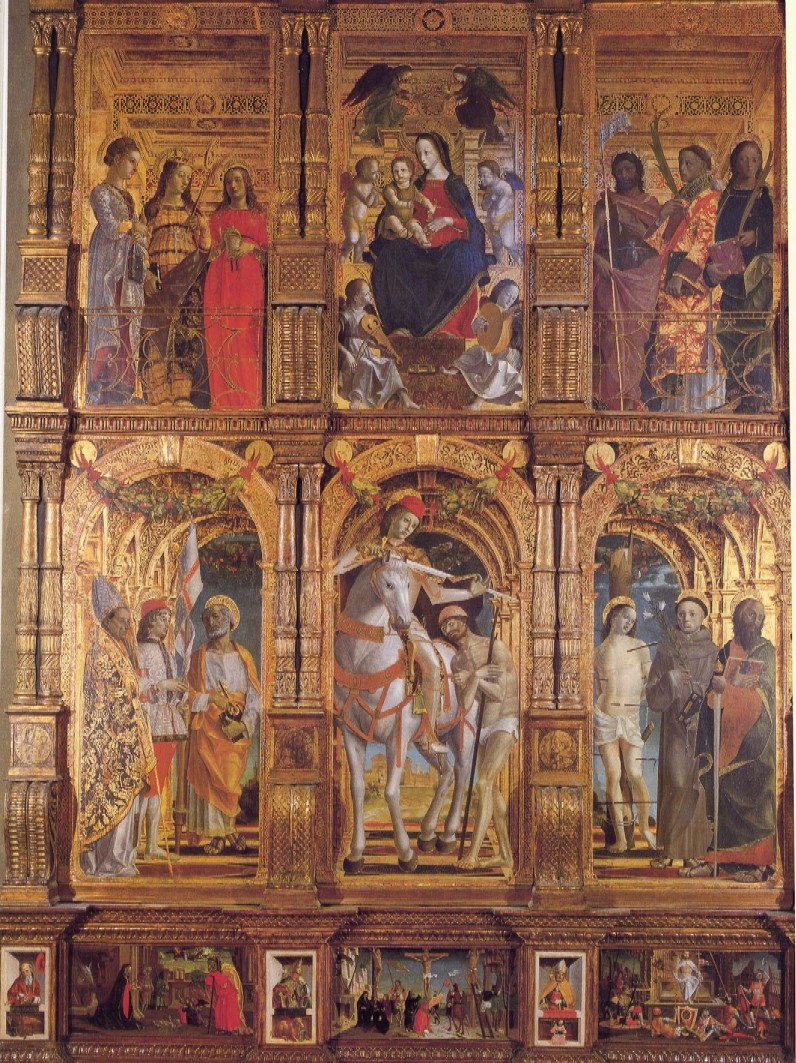
Polyptyque de San Martino, Treviglio (avec Bernardo Zenale).

## Biographie
Fils de Jacopo da Treviglio et élève de Vincenzo Foppa, Bernardino Butinone collabore avec son ami Bernardo Zenale avec qui il exécute, entre 1491 et 1493, la voûte de la chapelle Grifi de l'église San Pietro in Gessate de Milan, (gravement endommagée en 1943).
Leur chef-d'œuvre est le polyptyque de San Martino à la basilique San Martino (it) de Treviglio, considéré comme l'œuvre majeure du Quattrocento lombard.

## Œuvres
- Crucifixion, palais Barberini, Rome
- Polyptyque de San Martino, Treviglio (avec Bernardo Zenale)
- Madonna e Santi, Isola Bella, collection Borromeo
- Madonna col bambino (v. 1490) - pinacothèque de Brera, Milan du thème Madonna leggente
- Communion des apôtres, pinacothèque Ambrosienne, Milan
- Saint Paul, musée Ingres, Montauban
- Nativité, musée Thyssen-Bornemisza, Madrid
- Le Massacre des innocents, Detroit Institute of Arts
- Souper à Béthanie, Université du Texas, Austin
- Adoration des bergers, National Gallery de Londres
- Fresques de l'église Santa Maria Maddalena à Camuzzago, frazione de Bellusco
- Fresques des piliers de Santa Maria delle Grazie à Milan
- Fresques de la chapelle Grifi de l'église San Pietro in Gessate de Milan (avec Bernardo Zenale)

## Source
- (it) Cet article est partiellement ou en totalité issu de l’article de Wikipédia en italien intitulé « Bernardino Butinone » (voir la liste des auteurs).

### Articles liés
- Bernardo Zenale